# 倫巴底王國
伦巴第王国（拉丁语：Regnum Langobardorum），又译伦巴底王国、伦巴德王国，是于6世纪晚期由日耳曼人的一支，伦巴第人在意大利半岛建立的中世纪早期国家。由于建立世袭王朝的几次尝试都以失败告终，因而伦巴第王国的国王传统上是由最高等级的贵族和当地公爵选举产生。王国被划分为数量不等的公国，由公爵以半自治方式统治，这些公国进一步地分为市级的领地（英语：gastaldates）。王国的首都和政治中心是位于当代意大利北部伦巴第大区的帕维亚。
伦巴第王国对意大利的入侵遭到了拜占庭帝国的反抗，后者直到8世纪中期一直保持着对大部分意大利半岛的控制。在伦巴第王国的大部分历史时期中，由拜占庭帝国统治的拉文纳总督区及罗马公国将伦巴第北部公国（统称大伦巴第）与南部斯波莱托公国及贝内文托公国（统称小伦巴第）分隔开。由于这种地理上的分隔，伦巴第王国的南部公国相比于更小的北部公国的自治性更高。
随着时间的推移，伦巴第人逐渐开始采用罗马的头衔、名称以及传统。在8世纪后期保罗执事的记述中，伦巴第语及伦巴第传统服饰及发型均已失传。伦巴第人最初是阿利乌教派或异教徒，这使得他们与罗马人、拜占庭人以及教宗相抵触，但到7世纪末，伦巴第人已完成了对天主教的皈依。即便如此，他们与教宗的冲突仍在持续，这些冲突导致王国逐渐被法兰克人蚕食，最终被法兰克王国于公元774年攻占。法兰克国王查理曼采用了“伦巴第之王”的头衔，尽管他从未控制伦巴第最南部的贝内文托公国。当伦巴第王国接近灭亡时，它是欧洲除法兰克王国以外最后一个日耳曼蛮族王国。
由于伦巴第王国相对较少的人口及其为了方便治理王国而分散的地理分布，任何伦巴第的遗产都快速的消失在了意大利人口之中。一些区域，包括撒丁岛、西西里岛、卡拉布里亚、普利亚南部、那不勒斯以及拉齐奥从未被伦巴第王国统治，在这些区域中，拜占庭带来了更多的希腊-安那托利亚血统，这些血统此前已是大希腊区的主要血统。
伦巴第王国的遗产，意大利王国继续以神圣罗马帝国的组成王国的形式存在了数个世纪，其区域大致对应于此前的大伦巴第。所谓的鐵王冠，作为基督教世界现存最早的皇家徽章之一，可能最早起源于7世纪的伦巴第意大利并继续用于为意大利國王加冕，直到19世纪早期的拿破仑一世。

## 历史

### 6世纪

#### 王国的建立
6世纪时，拜占庭帝国皇帝查士丁尼一世试图在西罗马帝国曾经的疆域上重建帝国的权威，在对东哥特王国发动的哥特战争（535–553）中，拜占庭所希望的简单而快速的胜利演变成长期的消耗战，导致了大量的人口流离及财产损失，此后发生的大范围饥荒（538–542）和毁灭性的查士丁尼大瘟疫（541–549）更加剧了这些问题，尽管拜占庭帝国最终获胜，其被证明是一次惨胜，以上种种因素使得意大利半岛的人口骤减，被占领区域人口严重不足且极其贫困。
尽管在战争后期，一次由法兰克人发起、随后与东哥特人结盟的入侵被成功击退，但一大批曾与拜占庭结盟的伦巴第人随之而来。在公元568年春，由阿尔博因领导，从潘诺尼亚而来的伦巴第人迅速击败了一小股由纳尔塞斯领导，负责驻守意大利的拜占庭军队。
伦巴第人的到来打破了自罗马人征服（公元前2-3世纪）以来意大利半岛的政治统一。此时意大利半岛被分为了由伦巴第人与拜占庭人统治的区域，其边界随着时间不断变化。
新到来的伦巴第人在其意大利领地分为两个主要区域：大伦巴第，包括意大利北部围绕伦巴第王国首都提基努姆（即当代位于意大利伦巴第大区的帕维亚）的区域；以及小伦巴第，包括意大利南部的斯波莱托公国及贝内文托公国。依旧由拜占庭帝国统治的地区为在意大利东北部被称为“罗马尼亚”（Romania）（当代意大利罗马涅区）的区域及其在拉文纳总督区的要塞。
来到意大利后，阿尔博因将东阿尔卑斯山区交由他最信任的将领之一的吉苏尔夫（Gisulf I）控制，后者在568年成为第一任弗留利公爵（Duke of Friuli），这个在曾经的罗马小镇，现今弗留利地区奇维达莱建立的公国不断与越过戈里齐亚边境的斯拉夫人作战。因其突出的军事需要，相比于其他小伦巴第的公国，弗留利公国拥有更大的自治权，直到利乌特普兰德（712–744）统治时为止。
随后，其余的伦巴第公国陆续在王国的各大城市建立，这项命令主要因当时的军事需要，因此公爵大多为军事将领，其负责保持对领地的控制并保护其免于遭受可能反击。然而各公国的形成导致了政治破碎化，使得伦巴第王权开始出现结构性的弱点。
公元572年，在帕维亚投降并升格为皇室首都后，国王阿尔博因在维罗纳被暗杀，这起阴谋由其妻子罗莎蒙德皇后（Rosamund）与其情人赫尔米奇（Helmichis）策划，伙同一些格皮德人和伦巴第士兵参与。罗莎蒙德皇后与赫尔米奇试图从被谋害的阿尔博因处夺取权力，然而，由于伦巴第各公国对于仅给与了很少的支持，两人被迫逃至拜占庭领地，后在拉文那结婚。

伦巴第王国在572年阿尔博因去世时的疆域

#### 克莱夫及公爵统治时期
公元572年末，35位公爵在帕维亚集会，向克莱夫国王致敬。这位新的君主扩展了王国的边界，完成了对图西亚（Tuscia）的征服，并围攻了拉文纳。克莱夫试图延续阿尔博因的政策，其旨在打破在东哥特和拜占庭统治当地期间牢固建立的法律行政机构。他通过占领拉丁贵族的土地，获得其资产的方式消除了大部分拉丁贵族。然而，他也在574年，被他的一位可能与拜占庭人勾结的随从杀害。
克莱夫被谋杀后，没有另一位国王被任命，在接下来的10年间，各公爵在其公国内成为了绝对的君主。在这一时期，占据各公爵头衔的是伦巴第人的各大家族的族长。由于与城市的关联不够强，也由于在其名义统治下的士兵们迫使他们允许自己抢掠，这些公爵的行动各自独立。这一不稳定的事态一直延续着，导致了最终罗马-意大利政治行政结构的崩塌，其一直维持到入侵为止，使得同一体系下的罗马-意大利贵族统治保留了民事行政的责任（如同像卡西奥多罗斯这样的学者所举例表明的）。
在意大利，伦巴第人迫使其余承认其为主导阶级来取代此前的血统，这些此前的统治血统随后被消灭或流放。土地的作物被分配给为其耕作的罗马人民，作物收成的三分之一给与伦巴第人，所得收益不给与个人而给与家庭，后者在厅内（意大利地名中仍然使用该术语）管理它们。古典时代晚期的经济体系着眼于农民在半奴隶情况下工作的大庄园（Latifundium），这种经济体系在这一时期并未有革命性的改变，只是为了让新的管理者受益而做了改进。

#### 最终的解决
在经历了10年的权力真空之后，即便对于那些最为独立的公爵，对一个强力的中央君主的需要已非常明显，法兰克王国和拜占庭帝国的进逼使得伦巴第不能再承受如此不稳定的，只在寻求劫掠时才有效的权力结构。公元584年，公爵们同意将克莱夫的儿子奥塔里（Authari）加冕为王，并将他们半数的财产交予这位新的君主（之后他们或许对幸存的罗马土地财产发动了新一轮制裁以作为弥补）。
奥塔里随后得以重新组织伦巴第人并稳定了其在意大利的定居。他同东哥特国王一样，使用了弗拉维奥（Flavio）的头衔，以此宣称自己是伦巴第领土上所有罗马人的保护者：这是一个继承西罗马帝国的明确信号，同时带有反拜占庭的暗示。
从军事角度看，奥塔里打败了拜占庭和法兰克并打破了两者间的联合，从而履行了公爵们在他当选时委任给他的任务。在585年，他将法兰克人领到了现今的皮埃蒙特，并带领着拜占庭人要求休战，这是伦巴第人进入意大利以来的第一次。最终，他占领了拜占庭在北意大利的最后一个要塞：科莫湖上的科马希娜岛（Isola Comacina）。
为了确保与法兰克维持稳定的和平，奥塔里试图与一位法兰克公主结婚，但这项计划失败了。在一个将影响王国此后一个世纪的命运的决定中，奥塔里转向了法兰克的传统敌人巴伐利亚（Baiuvarii）去迎娶一位来自莱斯丁（Lethings）王朝的公主西奥德琳达（Theodelinda）。这使得其君主制血统可以追溯到瓦乔（Wacho），这位510-540年间的伦巴第人之王是一个被一系列传奇光环包围的形象，同时也是一位受尊敬的皇室成员。
伦巴第与巴伐利亚的同盟使得法兰克与拜占庭之间达成了和解，但奥塔里依旧击退了法兰克随之而来的进攻（588年及590年代，尽管后一次遭受了严重的早期挫败）。根据保罗执事的说法，奥塔里时期是伦巴第王国第一次实现内部稳定：
|                                                                    | Erat hoc mirabile in regno Langobardorum: nulla erat violentia, nullae struebantur insidiae; nemo aliquem iniuste angariabat, nemo spoliabat; non erant furta, non latrocinia; unusquisque quo libebat securus sine timore 在伦巴第王国发生了奇迹：没有暴力，没有阴谋，没有其他不公正的压迫，没有劫掠；这里没有偷窃，没有抢劫，所有人可以安全而无惧地去他们想去的地方。 |
| ——保罗执事，《伦巴第人史》（History of the Lombards），III，第16页 | |

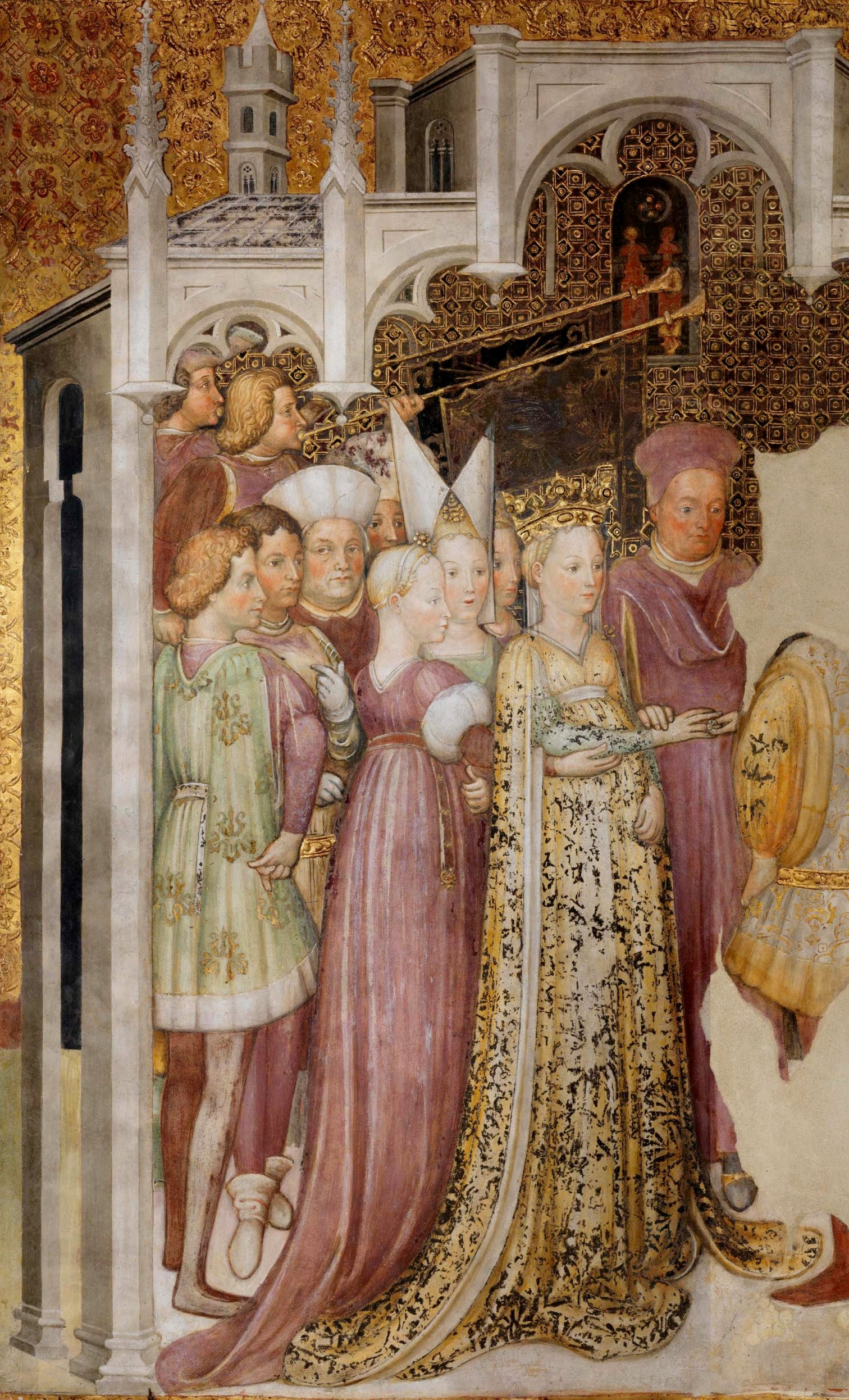
湿壁画上的西奥德琳达，由扎瓦塔里家族（Zavattari）绘制

奥塔里于590年去世，根据保罗执事记载的传说，这可能是一次宫廷中的毒杀阴谋，王位的继任者以一种新奇的手段决定，由奥塔里的遗孀西奥德琳达选择王位的继承人及他的丈夫：都灵公爵（Duke of Turin）阿吉洛夫（Agilulf）。第二年，即591年，阿吉洛夫在米兰举行的伦巴第人集会（Gairethinx）上接受了正式的任命。皇后西奥德琳达对于阿吉洛夫政策的影响非常显著，重大的决定由两者共同决断。
在594年一些公爵的叛乱被阻止之后，阿吉洛夫与西奥德琳达发展了一项旨在加强对意大利领土控制的政策，同时通过与法兰克人和阿瓦尔人签订和平条约来保卫他们的边境。与拜占庭帝国的休战协定被系统性地破坏了，接下来的10年直到603年都标志着伦巴第发展的显著恢复。在意大利北部，阿吉洛夫占领了帕尔马、皮亚琴察、帕多瓦、蒙塞利切、埃斯泰、克雷莫纳以及曼托瓦，加上南部的斯波莱托公国及贝内文托公国，扩张了伦巴第的领土。
从奥塔里时期开始到阿吉洛夫时期延续的对皇室权力加强的措施，也标志着向新的概念的过渡，将稳定的国土划分为公国。每个公国都由一位公爵领导，公爵不仅仅是家族首领，也是皇室成员，是公共权力的存储地。公国建立在具有战略意义的重要中心地域上，因而促进了许多处在主要交流路线上的城市中心的发展（特雷维索、特伦托、都灵、维罗纳、贝加莫、布雷西亚、伊夫雷亚、卢卡）。在对公共权力的管理中，除公爵之外还有一些次级官员，被称作债务官（sculdahis）和地方官（gastald）。
新的权力组织减少了与种族和氏族的关系，而加强了与土地管理的关联，这标志着巩固伦巴第王国的里程碑，其逐渐去除了纯军事占领的性质而发展了更加合适的国家模式。对输家（罗马人）的包容是不可避免的一步，阿吉洛夫做了一些具有象征意义的选择，在增强其权力的同时在拉丁人后裔间赢得了声誉。阿吉洛夫的儿子阿达罗尔德（Adaloald）于604年继承王位，他的加冕典礼以拜占庭式仪式举行。他选择不再把帕维亚作为首都，而选择古罗马时期城市米兰，同时将蒙扎设为夏季行宫。他以一顶还愿冠（votive crown）标榜自己为“承蒙主的恩典诸意大利人之王”（Gratia Dei rex totius Italiae），而不仅仅是“伦巴第人之王”（Langobardorum rex）。
在这个方向上做出的行动还包括以强力，尤其是来自西奥德琳达方面，迫使伦巴第人皈依天主教，此时大多数伦巴第人依旧信仰异教和阿利乌教派。统治者同时努力弥补三章分裂（阿奎莱亚宗主教因其中断了与罗马教廷的交流），与教宗额我略一世保持直接的关系（保留了他与西奥德琳达之间的通信）并促进了修道院的建立，如在博比奥由圣高隆邦建立的博比奥修道院。
甚至艺术领域也在阿吉洛夫与西奥德琳达的领导时期出现了繁盛的发展，在建筑领域，西奥德琳达组织修建了蒙扎大教堂和蒙扎皇宫，同时期诞生了一些黄金制作的杰出艺术品，如阿吉洛夫十字架、母鸡带小鸡像、西奥德琳达黄金书封面以及著名的鐵王冠。

### 7世纪

#### 阿利乌教派的复兴

伦巴第王国在652年罗萨里去世时的疆域

在阿吉洛夫于616年去世后，王位传给了未成年的儿子阿达罗尔德，摄政由皇太后西奥德琳达行使（甚至在国王成年后依旧持续）。西奥德琳达将军事指挥权交给了桑达里特（Sundarit）公爵，并继续行使阿吉洛夫的亲天主教政策，保持着与拜占庭帝国的和平，这引起了伦巴第境内的士兵及阿利乌教派愈加强烈的反对。公元624年，一场由都灵公爵，同时也是阿达罗尔德的姐夫阿里奥德（Arioald）（其迎娶了阿达罗尔德的姐姐贡德贝加（Gundeberga））领导的内战爆发，阿达罗尔德于625年被废黜，阿里奥德成为国王。
这次针对属于巴伐利亚王朝的阿达罗尔德和西奥德琳达的政变加剧了阿利乌教派与天主教派间的对抗。冲突具有政治色彩，由于阿利乌教派反对与拜占庭和教宗维持和平态势，同时反对与罗马人的融合，而选择了更具侵略性和扩张性的政策。
阿里奥德将首都迁回了帕维亚后，持续被这些冲突以及外界的威胁所困扰着。国王能够在弗留利承受住来自阿瓦尔人的进攻，但无法遏止法兰克人在王国内日益强大的影响力。在他去世时，这位传奇人物说道，如同他的母亲西奥德琳达所用的方式一样，贡德贝加皇后有权选择新的丈夫来作为王位继承人，她选择了布雷西亚公爵罗萨里（Rothari），同时也是一位阿利乌教徒。
罗萨里在636年至652年间掌权，并指导了多次军事战役，几乎将整个意大利北部纳入伦巴第王国的统治中。他于643年征服利古里亚，包括其首都热那亚、奥尔托诺沃以及奥德尔佐。然而，哪怕对拜占庭的拉文纳总督柏拉图（Plato）作战的完全胜利（总督的8000名士兵都在帕纳罗河被击败并杀害），都没有成功迫使拉文纳服从伦巴第的统治。在王国内部，罗萨里以牺牲小伦巴第地区的公国利益为代价加强了中央权力，尽管在南部的贝内文托公爵阿雷奇斯一世（其反而扩大了伦巴第的领土）也承认了帕维亚的统治权。
对罗萨里的记忆与他著名的罗萨里敕令有关，这项敕令于643年颁布，尽管它只适用于伦巴第人，但仍然以拉丁文写作。而罗马人依然遵从罗马法。敕令对早期日耳曼法进行了合并和编纂，同时也进行了重大的创新，其标志着拉丁对伦巴第人的影响取得了进展。敕令尝试增加对伤害或谋杀罪的经济赔偿（Weregild）的方式阻止血亲复仇，同时对死刑的使用严加限制。

#### 巴伐利亚王朝
在罗萨里的儿子罗多瓦尔德（Rodoald）于652 - 653年进行短暂的统治后，公爵们选举了阿斯蒂公爵阿里伯特一世（Aripert I），西奥德琳达的孙子，成为新国王。巴伐利亚王朝复辟，作为天主教徒的阿里伯特一世适当地打压阿利乌教派。阿里伯特一世于661年去世时，他试图将王国分给他的两个儿子珀克塔里特（Perctarit）和戈德珀特（Godepert）。这种继承方式从罗马人及法兰克人传播而来，但对于伦巴第人来说这是非常独特的。也许正由于此，珀克塔里特与戈德珀特间发生了冲突，此时两者分别位于米兰和帕维亚。贝内文托公爵格里摩尔德（Grimoald）以一支强大的军力从中调停来支持戈德珀特，然而当他到达帕维亚后，他立刻杀害了戈德珀特并取代了他。自知处在危险中的珀克塔里特逃到了阿瓦尔人所处的潘诺尼亚。
伦巴第贵族接受格里摩尔德成为国王，但他依旧要与合法派系斡旋，后者致力于用国家间的结盟恢复珀克塔里特的王位。然而格里摩尔德说服了阿瓦尔人交出这位出逃的统治者，珀克塔里特一到达意大利就不得不向这位篡位者表示服从，之后他逃到了法兰克王国的纽斯特利亚。由于格里摩尔德与法兰克王国的奥斯特拉西亚结盟，纽斯特利亚对其不满并于663年向其进攻，但新国王在接近阿斯蒂的雷夫兰科雷击退了他们。

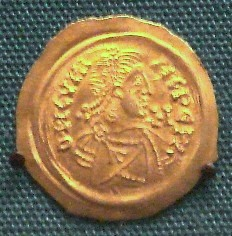
一枚印有古尼珀特头像的硬币，于米兰铸造

格里摩尔德在663年击退了君士坦斯二世试图重新征服意大利的尝试，行使他的前辈们从未有过的充实主权。他将贝内文托公国委托给他的儿子罗穆亚尔德一世（Romuald I），并通过任命其公爵确保了斯波莱托和弗留利公国的忠诚。他支持对王国的各个部分进行整合，呈现了一幅由其前任国王罗萨里规划的图景，其是一位将新的法律加入敕令中的明智的立法者、赞助者（在帕维亚建造教堂以献给盎博罗削）及英勇的战士。
格里摩尔德与671年去世后，他的小儿子加里博尔德（Garibald）夺取王位，然而珀克塔里特从流放中归来并迅速将他废黜。他立即与格里摩尔德的另一个儿子，贝内文托的罗穆亚尔德一世达成了协议，其宣誓效忠珀克塔里特以换取对他公国自治权的承认。珀克塔里特发展了一套符合其王朝传统的政策，支持天主教会打压阿利乌教派和在三章争议中被革除的章节。他与拜占庭人达成了和平，后者承认伦巴第王国对于意大利大部分地区的主权，并同时镇压了特伦托公爵（Duke of Trent）阿拉希斯（Alahis）主导的叛乱，尽管其代价是给与阿拉希斯硬性的领土让步（包括布雷西亚公国）。
688年在珀克塔里特去世时，阿拉希斯与亲天主教的巴伐利亚政治对手联合再次叛变。他的儿子及继任者古尼珀特（Cunipert）起初被击败并被迫在科马希娜岛避难，而仅仅过了1年，他就成功制止了叛乱，在阿达河的冠冕之战（Battle of Coronate）中击败并杀死了阿拉希斯。
这场危机来源于大伦巴第两区的分歧：西部的纽斯特利亚忠于巴伐利亚统治者，亲天主教并倾向与拜占庭和罗马教廷达成和解的政策；东部的奥地利认同传统的伦巴第异教及阿利乌教，并倾向于更加好战的政策。
奥地利公爵对在王国中的习俗、法庭、法律及宗教领域加剧的拉丁化表示不满，认为其加速了伦巴第人民中日耳曼身份的瓦解与丧失。这场胜利使得古尼珀特得以继续进行平定王国的工作，始终强调亲天主教的方针。一场于698年在帕维亚召开的教会会议批准将被革除的三章整合进天主教教义中。

### 8世纪

#### 王朝危机
古尼珀特于700年的去世标志着一次王朝危机的开始，古尼珀特未成年的儿子柳特珀特（Liutpert）的继位立刻引起了巴伐利亚王朝最著名的都灵公爵雷金佩特（Raginpert）的挑战。雷金佩特在诺瓦拉击败了柳特珀特的支持者（即他私人教师，阿斯蒂公爵安斯普兰德（Ansprand），以及贝加莫公爵罗塔里特（Rotarit）），并于701年初登基。然而仅仅在8个月之后，雷金佩特便去世，将王位留给了他的儿子阿里伯特二世（Aripert II）。
安斯普兰德与罗塔里特立即行动，监禁了阿里伯特二世，将王位交还给柳特珀特。而阿里伯特二世在逃脱成功后开始与柳特珀特的支持者对峙。702年，他在帕维亚击败了反对派，并将柳特珀特拘禁后重夺了王位，不久之后他杀害罗塔里特，镇压了他的公国，并将柳特珀特淹死。只有安斯普兰德成功逃离至巴伐利亚并在此避难，阿里伯特二世随后击溃了弗留利公爵科弗卢斯（Corvulus）发起的新一轮反抗，开始推行强势的亲天主教政策。
712年，安斯普兰德带着一支于巴伐利亚壮大的军队回到意大利讨伐阿里伯特二世。两者间的战局充满变数，而国王因表现怯懦而被其支持者抛弃。他在试图逃至法兰克王国时，在提契诺被他携带的金子拖至湖底淹死，他的死亡宣告着巴伐利亚王朝在伦巴第王国的终结。

#### 统治的顶峰

伦巴第王国在744年利乌特普兰德去世时的疆域

安斯普兰德夺得王位三个月后便去世，王位传至他的儿子利乌特普兰德。他的统治是伦巴第王国历代君王中持续时间最长的，人民给予了这位国王近乎宗教式的赞扬，其胆量、勇气以及政治远见得到了广泛的认可。得益于这些品质，利乌特普兰德逃过了两次谋害他的企图（其中一次由他的一位亲戚罗塔里（Rotari）所组织），他在长期统治期的数次战争中依旧保持了这些品质。
利乌特普兰德价值观的典型代表：日耳曼人后裔，如今是一个天主教徒占绝对主导地位的王国的领导者，使他成为一位被爱戴的君主（piissimus rex）（尽管他多次试图控制罗马），他于撒丁岛和阿尔勒地区（他的盟友查理·马特曾在此地寻求他的支援）两次成功击败了撒拉森人，增强了他作为基督教国王的名声。
他与法兰克人（甚至象征性地收养了当时年幼的矮子丕平）和阿瓦尔人在东部边界的结盟，使得他在意大利战场相对自由，然而他很快就与拜占庭及教皇陷入新的冲突中。717年，他首次利用阿拉伯人对君士坦丁堡发动进攻，但并没有取得什么成果，因此等到由拜占庭税务的加重引起的紧张局势爆发，以及拉文纳总督区于724年对额我略二世发动远征后，利乌特普兰德才等到时机来与教皇达成更紧密的关系。
后来，他利用在教皇与君士坦丁堡在圣像破坏运动（在726年利奥三世颁布诏令之后）中的纷争，谎称以保护天主教徒为由占有了总督辖区及五城地区的许多城市。为了不与教皇产生冲突，他放弃了对苏特里村落的占领，然而，按保罗执事在《伦巴第人史》中的描述，他并没有把苏特里交给国王，而是献给了“使徒彼得和保罗”。这项被称为献土苏特里的行为，为这种将世俗权力赋予教皇的行为提供了法律依据，推动了教宗国最终的建立。
在接下来的几年中，利乌特普兰德与总督区结成了反教皇的同盟，同时并未放弃与教皇反对总督区的老同盟，他的一次将斯波莱托公国及贝内文托公国纳入其统治之下的进攻，为这种经典的两边下注行为做了最好的注解。最终在一次有利于伦巴第王国的与教皇和总督区谈判中达成了和平协定，没有哪位伦巴第国王曾在与其他强敌的战争中获得如此显赫的战果。732年，利乌特普兰德的侄子希尔德普兰德（Hildeprand）继位后曾短暂地占领拉文纳，然而被与新任教皇额我略三世结盟的威尼斯人驱离了。
利乌特普兰德是最后一位统治着统一的伦巴第王国的君主，此后的国王都要面对强烈的内部反对之声，这最终导致了王国的覆灭。他对王国的强大控制力不仅取决于个人魅力，也来自于自他掌权以来就开始的对王国的重组。他加强了对帕维亚宫廷的管理，并逐步在立法和行政层面，定义了从地方官到公爵的领土的管理能力。他在立法方面也十分活跃，其所颁布的十二卷法律引入了由罗马法所启发的法律改革，提升了法院的效率，改变了赔偿金制度，最重要的，新的法律保护了未成年人、女性、负债者及奴隶等社会弱势群体。
王国的社会经济结构自7世纪就一直处在持续的进步中，人口的增长导致资金开始分散，这使得贫困线以下的居民开始增多，一些试图减轻他们所处困境的法律的实施就是其证明。相反的，一些罗马人开始通过经商，手工业，专业技能以及收购那些伦巴第人无法获得收益的土地的方式变得富裕。利乌特普兰德试图通过改革王国的行政结构以及将最贫困的伦巴第人免于军事义务等行动来干预这一过程。

#### 最后的君主
希尔德普兰德的统治仅持续了几个月便被弗留利公爵拉奇斯（Ratchis）推翻了，由于保罗执事的重要史实记录在一份为利乌特普兰德去世所作的悼词后便终止，这一事件的细节并不是很清楚。当利乌特普兰德在737年患重病时，希尔德普兰德曾被选定为继任者（当时他并不认同此人选，虽然他在康复后最终认同了这一选择）。即便不是什么伟大的君主，这位新国王起初还是得到了多数贵族的支持。拉奇斯来自一个有着长久的反抗君主制传统的家族，并和皇室成员保持敌对关系；但在另一方面，鉴于利乌特普兰德曾发现由他的父亲弗留利的佩莫（Pemmo of Friuli）策划的阴谋并赦免了他，他的性命和爵位头衔才因此得以保住。
拉奇斯是一个软弱的统治者，一方面他向其他公爵让步使其拥有更广泛的行动权，另一方面他不得不谨慎地处理与法兰克，尤其是其宫相及事实上的统治者矮子丕平的关系以免发生摩擦。由于无法信任传统结构对伦巴第君主的支持，他尝试从由保护协定偏向国王的名流封臣（gasindii）处得到支持，尤其是作为非伦巴第臣民的罗马人。
拉奇斯与罗马人塔西娅（Tassia）按罗马礼仪结婚，同时他使用了第一公民的头衔，而不是传统的“伦巴第人之王”。这一系列采用旧有习俗，同时公开表示亲拉丁态度的举动使得伦巴第人民对其日益不满，这迫使他采取截然相反的政策，并发动了一次针对五城地区的进攻。而教皇说服他放弃对的佩鲁贾围攻。此次失败之后，拉奇斯的声誉一落千丈，公爵们选举了他的弟弟埃斯托夫（Aistulf）作为新国王，埃斯托夫此前已经继任了弗留利公爵的头衔。在经历一次短时间的斗争后，埃斯托夫迫使拉奇斯逃至罗马，后者最终在卡西诺山成为了一名修道士。

#### 埃斯托夫

伦巴第王国在751年埃斯托夫征战后的疆域

埃斯托夫对拒绝为罗马人口发挥积极作用的公爵采取更强硬的立场，然而由于他推行扩张主义政策，他必须重组军队以囊括王国的所有民族，尽管这些军队只从属于轻装步兵。王国中所有的自由男性公民，无论是罗马人还是伦巴第人，都必须服兵役。埃斯托夫所颁布的军事标准多次提到了商人，彰显出这一阶级对当前王国的重要性。
最初，埃斯托夫的扩张取得了一些显著的功绩，以征服拉文纳作为其征战的巅峰。在此地，国王住在督主教的皇宫中，用拜占庭的方式铸造货币，展示了他的规划：在伦巴第人势力下集结所有的罗马人，直至其全部臣服于国王，而不需要他们与伦巴第人形成民族融合。总督区与伦巴第在意大利的其他领地不可等同（其并没有转变成公国），而保留了其作为权力之位（sedes imperii）的特殊性。以这种方式，埃斯托夫宣布对于拜占庭和督主教区的罗马人而言，他继承了对皇帝的代表。
750-751年期间，在攻占了伊斯特拉半岛、费拉拉、科马基奥以及南部拉文纳直到佩鲁贾的所有土地后，埃斯托夫的征战使得伦巴第人几乎统治了整个意大利。在占领切卡诺的堡垒后，他持续威胁着教宗斯德望二世控制的领地，同时还向南部小伦巴第区的斯波莱托以及间接向贝内文托施压。
就在埃斯托夫似乎可以击败意大利领土上的所有对手时，利乌特普兰德家族篡位者的老对手矮子丕平，终于在高卢推翻了墨洛温王朝，罢免了希尔德里克三世，成为了法兰克王国法理和事实上的国王。丕平从教皇那里得到了决定性的支持，尽管当时埃斯托夫与教皇的协商仍在进行，并试图利用丕平的兄长卡洛曼来削弱他。
由于这一举动代表着对法兰克新国王的威胁，丕平与斯德望二世达成一项协议确定了法兰克人后裔在意大利的安置，来换取正式的皇室受膏选定。754年，伦巴第驻守蘇薩谷的船闸处的军队被法兰克击败，在帕维亚栖居的埃斯托夫被迫接受一份接受交付人质及领土让步的协议，然而两年后他又开始了对教皇的讨伐，迫使后者再次向法兰克人求援。
再次被法兰克人击败后，埃斯托夫必须接受更为严苛的条件：拉文纳不交予拜占庭，而划给教皇，扩大了圣彼得教产的核心区；埃斯托夫必须接受类似法兰克保护国的性质而失去其领地的连续性，并支付巨额赔偿。斯波莱托和贝内文托公国很快与胜利者结盟。在这次严重的羞辱性败仗之后，埃斯托夫于756年去世。
得知埃斯托夫的死讯后，他的哥哥拉奇斯离开了修道院并试图重回王位。最初他获得了一些进展，但他遭到了当时掌管图西亚公国并驻扎在卢卡的狄西德里乌斯的反对。他不属于弗留利王朝，并设法从教皇和法兰克人得到了支持，为防止再次受到法兰克入侵，伦巴第人向其投降，拉奇斯在教皇的劝说下回到了卡西诺山。
德西德里乌斯采用了精明而又不失谨慎的策略重新获得了罗马人的支持，并逐渐重新夺取对伦巴第的控制。他创建了一个由伦巴第贵族掌控的修道院网络（他的女儿安塞尔佩加（Anselperga）被任命为布雷西亚的圣萨尔瓦多修道院院长），与斯德望二世的继任者保禄一世保持沟通，重夺了许多名义上在他统治之下的领地，比如重夺了南部公国。他还实施了临时的婚姻政策，将他的女儿柳特佩加（Liutperga）嫁给了巴伐利亚公爵，同时也是法兰克历史对手的塔西洛三世，以及在矮子丕平死后，将另一个女儿德西德蕾塔（Desiderata）嫁给了查理曼，并在他与其兄弟卡洛曼一世的斗争中给与有用的支持。

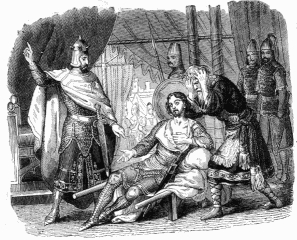
被查理曼击败的阿达尔吉斯选择被流放

尽管中央政治权力命运的改变，8世纪代表了统治的顶峰以及一段经济繁荣时期。古代社会的战士和臣民已转变为了鲜明的地主、工匠、农民、商人、律师等阶级。这一段时期见证了巨大的发展，包括修道院，尤其是本笃会，以及最终使得银行业得以产生的扩张的货币经济。在伦巴第货币系统最初模仿拜占庭货币系统后，帕维亚的统治者发展了一套独立的金币和银币的货币制度，众公国中最为独立的贝内文托公国同样拥有了自己的独立货币。

#### 王国的崩塌
771年，德西德里乌斯说服教宗斯德望三世接受他的保护。卡洛曼的死使得已与德西德里乌斯女儿断绝关系并占据了王位的查理曼彻底没了对手。次年，一位来自反德西德里乌斯派的新教皇哈德良一世扭转了脆弱的同盟，要求德西德里乌斯归还未割让过的领地，这使得后者恢复了对罗马涅（拉文纳及五城地区）的征战。
虽然刚开始对撒克逊人的征战，查理曼还是帮助了教皇。他担心伦巴第对罗马的占领对他的威信造成损害。查理曼于773-774年入侵了意大利，船闸处的防御由于伦巴第人的分裂而再一次失守，在击败其顽强的抵抗后，查理曼占领了王国首都帕维亚。
德西德里乌斯的儿子阿达尔吉斯（Adalgis）在拜占庭得到庇护，德西德里乌斯及其妻被驱逐至高卢。查理曼随后称自己为“承蒙主的恩典法兰克与伦巴第人之王”（Gratia Dei rex Francorum et Langobardorum），两个王国实现了共主邦联。他保留了罗萨里敕令，但以法兰克模式改组了王国，以伯爵替代了公爵。
| | 伦巴第意大利就这样终结了，没人可以断言这对我们国家是幸运抑或不幸，阿尔博因及他的继任者们，只要他们如野蛮人般在被征服的土地上扎营，那就是是令人难堪的统治者，比狄奥多里克大帝还要不堪。但现在他们与意大利同化并形成王国，就像法兰克一样。然而在法兰克没有教皇，但在意大利有。 |
| ——英德罗·蒙塔内利（Indro Montanelli）& 罗伯托·格瓦索（Roberto Gervaso），《黑暗时代的意大利》（L'Italia dei secoli bui） | |

法兰克在征服大伦巴第区后，如意大利符文石所证明的，只有南部的伦巴第王国被称作伦巴第人的土地（Langbarðaland）。

## 史学观点
由于处在“黑暗时代”中的蛮族统治时期，伦巴第王国存在的年代被贬低了。
塞尔吉奥·罗瓦格纳蒂（Sergio Rovagnati）将这种持续的，对伦巴第人的负面偏见定义为“一种记录抹煞”，这在民族大迁徙时期的主要民族中都非常常见。但是最近的史学指导原则很大程度上重新评估了伦巴第时期，德国历史学家约格·贾纳特（Jörg Jarnut）指出了构成伦巴第历史重要性的所有因素。
数世纪来对意大利的历史划分使得北部地区倾向于中西欧，而南方趋于地中海地区，这可以追溯到大伦巴第与小伦巴第的分离，同时伦巴第法（即罗萨里敕令）在很长一段时间内影响了意大利的法律系统，即便在11至12世纪罗马法被重新发现后，其也没有被彻底抛弃。属日耳曼语族的伦巴第语对意大利语的形成做出了重大贡献，加快了与通俗拉丁语的脱离，使得其诞生了自主形式，形成罗曼语族。
关于伦巴第王国在新兴欧洲所扮演的角色，贾纳特表示，在西哥特王国衰败后，以及法兰克王国在墨洛温王朝处于虚弱时期时，将意大利的大部分从拜占庭皇帝（巴西琉斯）的统治中夺回，并确立了西方的拉丁-日耳曼与东方的希腊-拜占庭之间最后边界的伦巴第王国成为了西方世界的主导力量。
然而，伦巴第王国在欧洲的崛起被查理曼所领导的，正在发展中的法兰克王国所终结，其决定性地击败了伦巴第王国的最后一位统治者。但这场战败并不代表着伦巴第文化的消失：克劳迪奥·阿扎拉（Claudio Azzara）表示，事实上，在社会和文化的组成要素方面，加洛林王朝统治下的意大利继承了伦巴第时期。

## 艺术作品中的伦巴第

### 文学

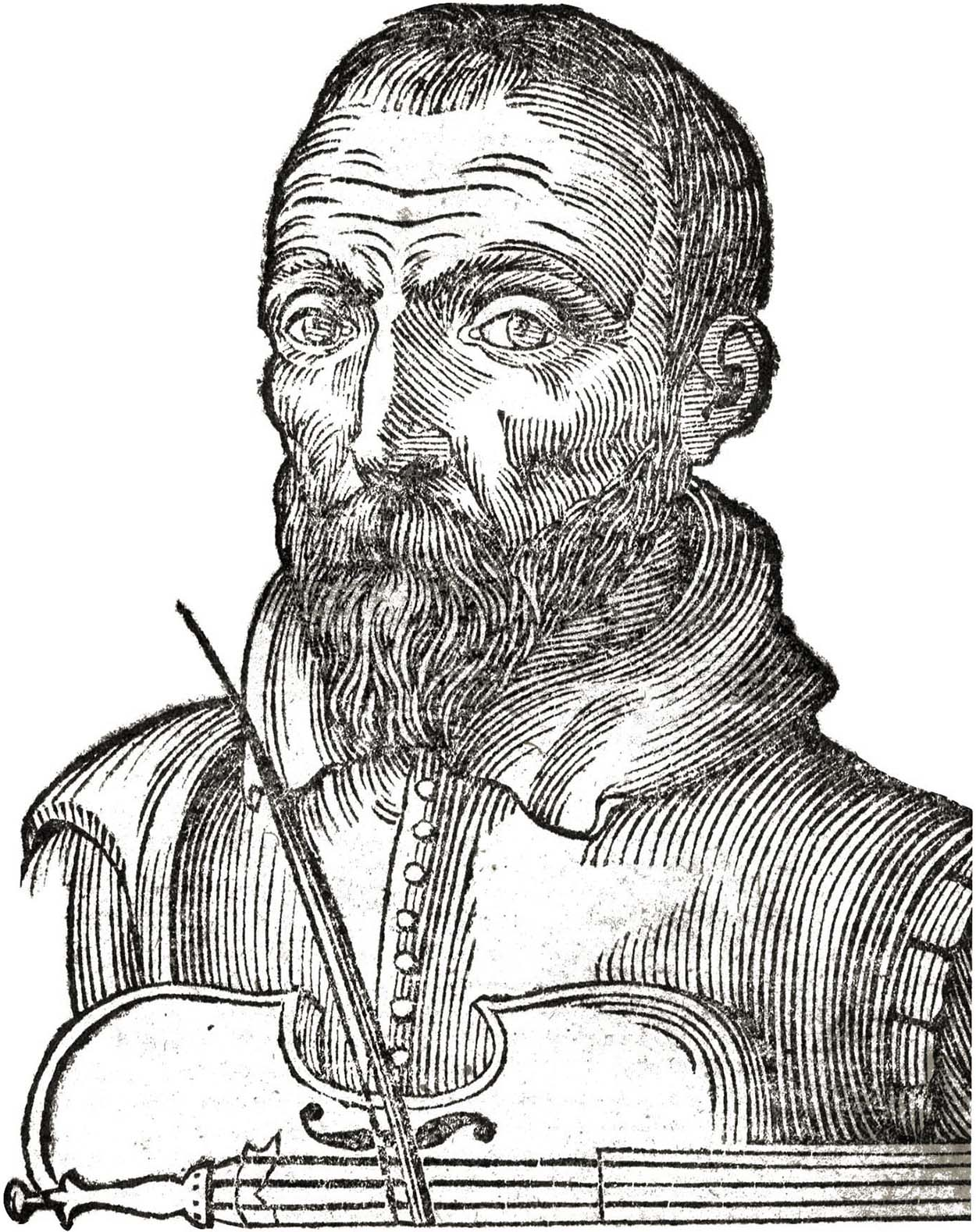
朱利奥·塞萨尔·克罗齐

“黑暗时代”的持续伤害在伦巴第王国蒙上阴影，使得那一时期的作家避开了对其的兴趣。极少有文学作品将背景设定在6-8世纪的意大利，但朱利奥·塞萨尔·克罗齐（Giulio Cesare Croce）以及亚历山达罗·孟佐尼的作品是例外。弗留利作家马可·萨尔瓦多（Marco Salvador）将其创作的三部曲小说献给了伦巴第王国。

#### 贝托尔多
贝托尔多（Bertoldo/Berthold）是阿尔博因统治时期一位来自雷托尔比多的谦卑而聪明的农民，他的形象在中世纪及近代早期启发了很多口头传说，其中17世纪的学者朱利奥·塞萨尔·克罗齐以此为灵感创作了《贝托尔多的奇谲诡计》（Le sottilissime astutie di Bertoldo），到1608年又以贝托尔多的儿子为题材创作了《愉悦而又质朴的小贝托尔多》（Le piacevoli et ridicolose simplicità di Bertoldino）。
1620年，修道院院长，诗人和作曲家阿德里亚诺·班奇里（Adriano Banchieri）做了进一步的创作：《小贝托尔多之子卡斯卡森诺的新闻》（Novella di Cacasenno, figliuolo del semplice Bertoldino）。从此以后，这3部作品通常合并为一卷发行，并被命名为《贝托尔多，贝托尔迪诺和卡斯卡森诺》（Bertoldo, Bertoldino e Cacasenno）。

#### 阿德尔奇

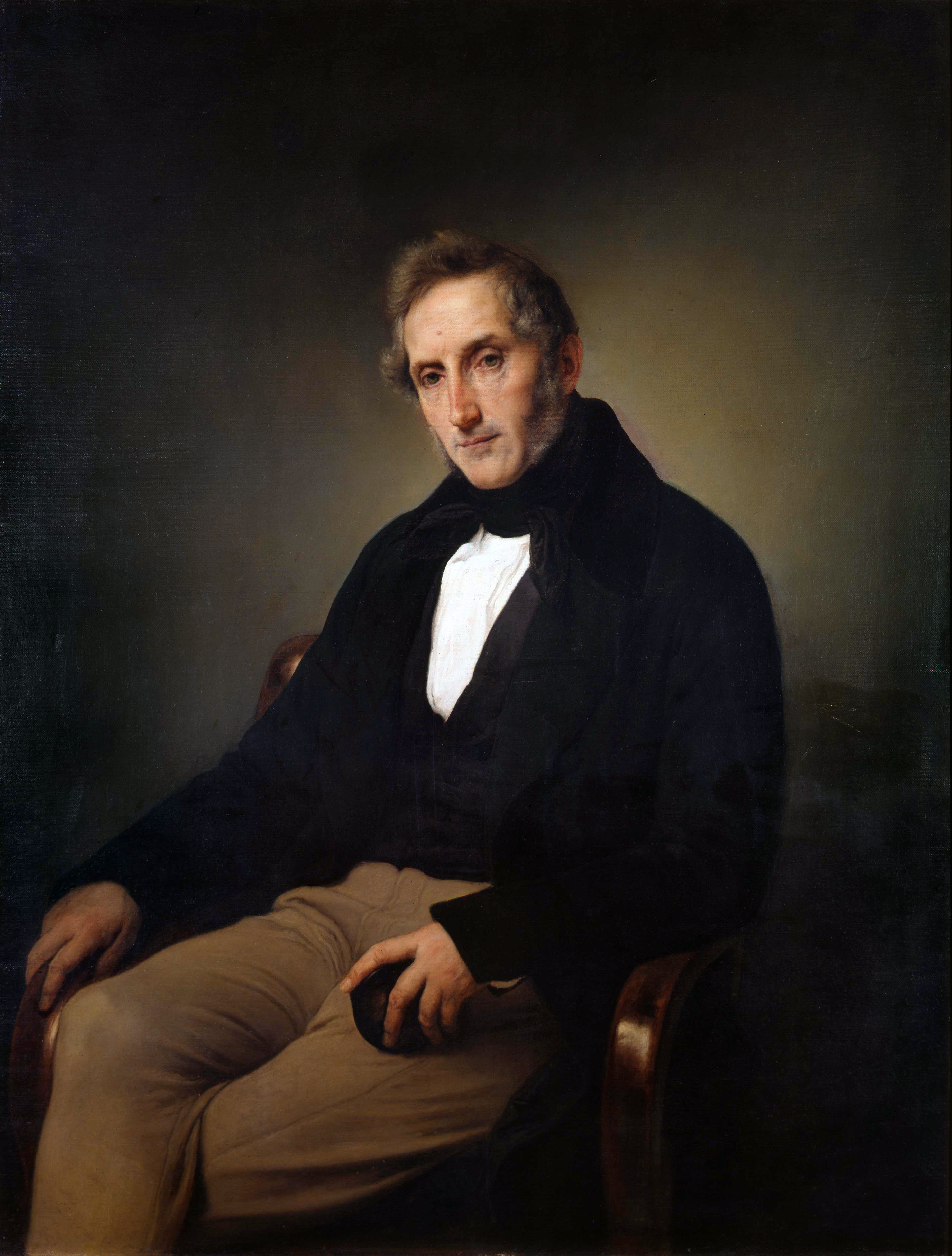
弗朗西斯科·哈耶兹所绘制的亚历山达罗·孟佐尼像

设定在伦巴第王国的末期，孟佐尼的悲剧题材戏剧阿德尔奇讲述了伦巴第的最后一位国王德西德里乌斯，以及他的后代埃尔门加德（Ermengarde，真实名字为德西德蕾塔）和阿达尔吉斯：前者是查理曼的前妻，后者是伦巴第王国抵御法兰克人入侵的最后捍卫者。孟佐尼将伦巴第王国作为背景，调整了对其任务的解释，将伦巴第人描述为意大利统一和独立铺平道路的角色，再现了古典辉煌时期过后的蛮族统治时期的主导印象。

### 电影
有3部电影作品受克罗齐和班奇里作品启发并将背景设定在伦巴第王国初期：
- 贝托尔多，贝托尔迪诺和卡斯卡森诺（1936），导演：乔治·西莫内利（Giorgio Simonelli）
- 贝托尔多，贝托尔迪诺和卡斯卡森诺（1954），导演：马里奥·阿门多拉（Mario Amendola） 和鲁杰罗·马卡里（Ruggero Maccari）
- 贝托尔多，贝托尔迪诺和卡斯卡森诺（1984），导演：马里奥·莫尼切利

目前为止第3部是其中最有名的一部，因其主演包括乌戈·托尼亚齐（Ugo Tognazzi）（饰演贝托尔多），毛里齐奥·尼凯蒂（Maurizio Nichetti）（饰演小贝托尔多），阿尔贝托·索尔迪（Alberto Sordi）（饰演修道士西波拉（Cipolla））以及雷奥·阿雷纳（Lello Arena）（饰演阿尔博因）。

## 君主列表

### 高斯王朝（Gausian）
- 阿尔博因（565 - 572）

### 未定名王朝
- 克莱夫（572 - 574）
- （公爵统治时期（英语：Rule of the Dukes），10年权力空位期）
- 奥塔里（Authari）（584 - 590），克莱夫之子
- 阿吉洛夫（Agilulf）（591 - c.616），奥塔里的兄弟

### 巴伐利亚王朝
- 阿达罗尔德（Adaloald）（c.616 - c.626）

### 非王朝君主
- 阿里奥德（Arioald）（c.626 - 636）

### 哈洛丁王朝（Harodingians）
- 罗萨里（Rothari）（636 - 652）
- 罗多瓦尔德（Rodoald）（652 - 653）

### 巴伐利亚王朝，第一次复辟
- 阿里伯特一世（Aripert I）（653 - 661）
- 珀克塔里特（Perctarit）和戈德珀特（Godepert）（661–662）

### 贝内文托王朝
- 格里摩尔德（英语：Grimoald, King of the Lombards）（Grimoald）（662–671）
- 加里博尔德（Garibald）（671）

### 巴伐利亚王朝，第二次复辟
- 珀克塔里特（Perctarit）（671–688），从流放中复辟
- 阿拉希斯（Alahis）（688–689），反叛者
- 古尼珀特（Cunipert）（688–700）
- 柳特珀特（Liutpert）（700–701）
- 雷金佩特（Raginpert）（701）
- 阿里伯特二世（Aripert II）（701–712）

### 非王朝君主
- 安斯普兰德（Ansprand）（712）
- 利乌特普兰德（712–744）
- 希尔德普兰德（Hildeprand）（744）
- 拉奇斯（Ratchis）（744–749）
- 埃斯托夫（Aistulf）（749–756）
- 狄西德里乌斯（756–774）